# Fanny Crosby
Fanny Crosby (24 de març de 1820 - 12 de febrer de 1915) fou una lletrista, poeta i compositora estatunidenca.
A finals del segle xix fou una cantant molt coneguda als Estats Units i una de les figures més destacades de la vida evangèlica estatunidenca.
Reconeguda pels seus himnes i cançons cristianes, Crosby ha estat considerada la principal compositora d'himnes del període de la música gospel, i ha estat nomenada com la reina de les composicions gospel.

## Infantesa i inicis
Frances Jane Crosby va néixer al poble de Brewster, a unes 50 milles (80 km) al nord de la ciutat de Nova York. Era l'única filla de John Crosby i de la seva segona esposa, Mercy Crosby, tots dos parents de l'espia de la Guerra de la Independència dels Estats Units, Enoch Crosby. Era un vidu que va tenir una filla del seu primer matrimoni. Segons C. Bernard Ruffin, John i Mercy possiblement eren cosins germàns; tanmateix, 
| « | "en el moment en què Fanny Crosby va arribar a escriure les seves memòries [el 1906], el fet que la seva mare i el seu pare estiguessin relacionats... s'havia convertit en una font de vergonya, i ella va sostenir que no sabia res del seu llinatge". | » |

 Crosby estava orgullós de la seva herència puritana. Va rastrejar la seva ascendència d'Anna Brigham i Simon Crosby, que van arribar a Boston el 1635 (i van estar entre els fundadors de Harvard College); els seus descendents es van casar en famílies Mayflower, fent de Crosby un descendent, de l'ancià William Brewster, Edward Winslow i Thomas Prence, i membre de les exclusives Daughters of the Mayflower.
També va ser membre de les Filles de la Revolució Americana a Bridgeport, Connecticut, escrivint els versos de la cançó estatal de la branca de Connecticut. A través de Simon Crosby, Fanny també era parent del ministre presbiterian Howard Crosby i del seu fill neoabolicionista Ernest Howard Crosby, així com dels cantants Bing i Bob Crosby.
A les sis setmanes, Crosby es va refredar i va desenvolupar una inflamació dels ulls. Es van aplicar cataplasmes de mostassa per tractar les descàrregues. Segons Crosby, aquest procediment va danyar els seus nervis òptics i la va cegar, però els metges moderns pensen que la seva ceguesa era més probable que fos congènita i, donada la seva edat, els seus pares simplement no l'haurien notat.
El seu pare va morir el novembre de 1820 quan Fanny només tenia sis mesos, així que va ser criada per la seva mare i la seva àvia materna Eunice Paddock Crosby (nascuda cap a 1778; va morir cap a 1831). Aquestes dones la van fonamentar en els principis cristians, ajudant-la a memoritzar llargs passatges de la Bíblia, i es va convertir en un membre actiu de l'Església Episcopal Metodista de John Street a Manhattan.
Quan Crosby tenia tres anys, la família es va traslladar a North Salem, Nova York, on s'havia criat Eunice. L'abril de 1825, va ser examinada pel cirurgià Valentine Mott, que va concloure que la seva condició era inoperable i que la seva ceguesa era permanent.

Als vuit anys, Crosby va escriure el seu primer poema que descrivia la seva condició. Més tard va declarar:
| « | "Semblava que la beneïda providència de Déu havia de ser cec tota la vida, i li agraeixo la dispensa. Si demà m'hagués ofert una visió terrenal perfecta, no ho acceptaria. Potser no hauria cantat. himnes a la lloança de Déu si m'hagués distret amb les coses belles i interessants de mi." | » |

 També va dir una vegada:
| « | "Quan arribi al cel, la primera cara que alegrarà la meva vista serà la de la meva vista. El Salvador". | » |

Segons la biògrafa Annie Willis,
| « | "si no hagués estat per la seva aflicció, potser no tindria una educació tan bona o una influència tan gran, i certament no una memòria tan bona". | » |

El 1828, Mercy i Fanny es van traslladar a la casa d'una senyora Hawley a Ridgefield, Connecticut. Mentre vivien a Ridgefield, van assistir a l'església presbiteriana al verd del poble. La historiadora Edith L. Blumhofer va descriure l'entorn domèstic de Crosby com a sostingut per "una fe cristiana permanent". Crosby memoritzava cinc capítols de la Bíblia cada setmana a partir dels 10 anys, amb l'ànim de la seva àvia i més tard de la senyora Hawley; als 15 anys, havia memoritzat els quatre evangelis, el Pentateuc, el Llibre dels Proverbis, el Càntic de Salomó i molts dels Salms. A partir de 1832, un professor de música va venir a Ridgefield dues vegades per setmana per donar classes de cant a ella i a alguns dels altres nens. Al voltant de la mateixa època, va assistir als seus primers serveis de l'església metodista a l'església episcopal metodista, i estava encantada amb els seus himnes.
Crosby es va matricular a la New York Institution for the Blind (NYIB) el 1835, just abans del seu 15è aniversari. Va romandre allà durant vuit anys com a estudiant i dos anys més com a estudiant graduada, temps durant els quals va aprendre a tocar el piano, l'orgue, l'arpa i la guitarra, i es va convertir en una bona cantant soprano. Mentre estudiava a la NYIB el 1838, la seva mare Mercy es va tornar a casar i la parella va tenir tres fills. El marit de Mercy la va abandonar el 1844.

## Primera carrera (1843–1858)
Després de graduar-se a la NYIB el 1843, Crosby es va unir a un grup de grups de pressió a Washington, D.C. que defensaven el suport de l'educació per a cecs. Va ser la primera dona que va parlar al Senat dels Estats Units quan hi va llegir un poema. Va comparèixer davant les cambres conjuntes del Congrés i va recitar aquestes línies:
| « | Oh vosaltres, que aquí us reuniu de tots els estats, Banda il·lustre! que no esperem l'escena Ara veuràs que ho demostraràs a totes les ments La instrucció té un raig per alegrar els cecs. | » |

 Crosby va ser un dels estudiants de la NYIB que va donar un concert per al Congrés el 24 de gener de 1844. Va recitar una composició original que demanava una institució per educar els cecs a tots els estats que va ser elogiada per John Quincy Adams, entre d'altres. Dos dies més tard, va estar entre un grup d'estudiants de la "Blind Institution" que va fer una presentació a gent notable a Trenton, Nova Jersey, on va recitar un poema original demanant l'ajuda i l'educació dels cecs. El president James K. Polk va visitar el NYIB el 1845 i Crosby va recitar un poema que va compondre per a l'ocasió que elogiava el "govern republicà". El 1851, es va dirigir a la legislatura de l'estat de Nova York.

L'abril de 1846, Crosby va parlar abans d'una sessió conjunta del Congrés dels Estats Units, amb delegacions de les Institucions per a Cecs de Boston i Filadèlfia, per defensar el suport a l'educació dels cecs a Boston, Filadèlfia i Nova York. Va declarar davant un subcomitè especial del Congrés i va actuar a la sala de música de la Casa Blanca per al president Polk i la seva dona. Entre les cançons que cantava mentre s'acompanyava al piano hi havia la seva pròpia composició:
| « | El nostre president! Ens dirigim humilment a tu - No són els cecs els objectes de la teva cura? | » |

El 1846, Crosby va ser instructor a la NYIB i va ser catalogat com a alumne graduat. Posteriorment es va incorporar a la facultat de l'escola, ensenyant gramàtica, retòrica i història; va romandre allí fins tres dies abans del seu casament el 5 de març de 1858. Mentre ensenyava a la NYIB, es va fer amiga del futur president dels Estats Units Grover Cleveland aleshores 17 anys. Els dos passaven moltes hores junts al final de cada dia, i sovint transcriia els poemes que ella li dictava. Va escriure per a ella una recomanació que es va publicar a la seva autobiografia de 1906. Va escriure un poema que es va llegir a la dedicació del lloc de naixement de Cleveland a Caldwell, Nova Jersey el març de 1913, sense poder assistir-hi a causa de la seva salut.

## Fe cristiana
Crosby va ser membre de la "Sixth Avenue Bible Baptist Church" a Brooklyn, Nova York, que ha existit contínuament des de 1867. Va servir com a missionera baptista consagrada, diaconessa i predicadora laica. Va escriure himnes juntament amb el seu ministre Robert Lowry, com "All the Way My Savior Leads Me" i molts altres.

Hi va haver una epidèmia de còlera a la ciutat de Nova York de maig a novembre de 1849, i ella va romandre a la NYIB per alletar els malalts en comptes d'abandonar la ciutat. Posteriorment, segons Blumhofer, "Crosby semblava esgotada, lànguida, fins i tot deprimida" quan la Institució va reobrir al novembre, obligant-la a ensenyar una càrrega més lleugera. Segons Bernard Ruffin:
| « | En aquesta atmosfera de mort i foscor, Fanny es va tornar cada cop més introspectiva sobre el benestar de la seva ànima. Va començar a adonar-se que alguna cosa li faltava a la seva vida espiritual. Sabia que s'havia embolicat en la reforma social, política i educativa, i no tenia un veritable amor per Déu en el seu cor. | » |

Crosby va assistir a esglésies de diverses denominacions fins a la primavera de 1887, inclosa la "Plymouth Church of the Pilgrims" a Brooklyn Heights dirigida per l'abolicionista congregacionalista Henry Ward Beecher que va ser un innovador en la música eclesiàstica. Va assistir a l'església episcopal de la Trinitat, i li agradava adorar a l'església reformada holandesa del nord-oest i a l'església presbiteriana central (més tard coneguda com el Tabernacle de Brooklyn). Més tard, va dir que un dels seus predicadors preferits era Theodore Ledyard Cuyler, ministre de l'Església Reformada Holandesa del Nord-est.
La tradició insisteix que ella era membre en bon estat de l'Església Episcopal Metodista de John Street a Manhattan, però no hi ha registres contemporanis que ho confirmin. El 1869, va assistir a l'Església Episcopal Metodista de Chelsea.
Crosby no es va identificar públicament amb el moviment de santedat nord-americà de la segona meitat del segle xix i no va deixar constància d'una experiència de santificació sencera. No obstant això, va ser una companya de viatge del moviment de santedat de Wesley, incloent membres destacats del moviment de santedat americà en el seu cercle d'amics i assistint a les reunions del campament de Wesleyan/Holiness. Per exemple, era amiga de Walter i Phoebe Palmer, la mare del moviment de santedat i probablement la teòloga més influent de la història cristiana, i la seva filla Phoebe Knapp, amb qui va escriure "Assegurança beneïda"; sovint visitava el campament metodista a Ocean Grove, Nova Jersey, com a convidada. Va passar de vacances cada estiu a Ocean Grove entre 1877 i 1897 (i possiblement més temps), on parlava al Gran Auditori i feia recepcions a la seva casa per conèixer els seus admiradors.

El 1877, Crosby va conèixer William J. Kirkpatrick, un dels compositors més prolífics de cançons de gospel i "l'editor més destacat del moviment Wesleyan/Holiness". Ella l'anomenava "Kirkie" i va escriure molts himnes amb ell. Alguns dels seus himnes reflectien les seves creences wesleyanes, inclosa la seva crida a la vida cristiana consagrada a "I Am Thine, O Lord" (1875):
| « | Consagra'm ara al teu servei, Senyor, Amb el poder de la gràcia divina. Deixa que la meva ànima miri amb una esperança ferma, I la meva voluntat es perdrà en la teva. | » |

El 1887, es va unir a l'Església Episcopal Metodista Memorial de Cornell per "confessió de fe".

## Primera etapa d'escriptora (1841–1865)
Poesia
El primer poema publicat de Crosby va ser enviat sense que ella ho sabés a P. T. Barnum, qui el va publicar al seu "The Herald of Freedom". Va ser examinada per George Combe, un frenòleg escocès visitant, que la va declarar una "poetessa nata". Havia experimentat una oposició temporal a la seva poesia per part del professorat de la Institució de Cecs, però la seva inclinació per escriure es va veure animada per aquesta experiència. La Institució va trobar Hamilton Murray per ensenyar la seva composició poètica, encara que va admetre la seva pròpia incapacitat per compondre poesia.
El 1841, el New York Herald va publicar l'elogi de Crosby sobre la mort del president William Henry Harrison, començant així la seva carrera literària. Els seus poemes es van publicar amb freqüència a The Saturday Evening Post, el Clinton Signal, el Fireman's Journal, i el Saturday Emporium.
Crosby es va mostrar reticent a publicar els seus poemes, ja que els considerava "produccions inacabades", però finalment va acceptar perquè donaria a conèixer la Institució i recaptar fons per a ella. (Havia tingut una malaltia que la va fer abandonar el NYIB per recuperar-se.) El seu primer llibre A Blind Girl and Other Poems es va publicar l'abril de 1844 després de l'encoratjament de la Institució, inclòs "An Evening Hymn" basat en el Salm 4: 8, que va descriure com el seu primer himne publicat. El 1853, es va publicar el seu Monterey and Other Poems, que incloïa poemes centrats en la recent guerra entre Mèxic i Estats Units, i un poema demanant que els EUA ajudessin els afectats per la Gran Fam d'Irlanda. Va afirmar en la seva autobiografia de 1903, editada per Will Carleton, que estava sota un sentiment de tristesa i depressió en aquest moment.
El 1853, el poema de Crosby "The Blind Orphan Girl" va ser inclòs a "The History of the Blind Vocalists" de Caroline M. Sawyer. El seu tercer llibre A Wreath of Columbia's Flowers es va publicar l'any 1858 aproximadament quan va renunciar a la "Blind Institution" i es va casar. Conté quatre contes i 30 poemes.

## Cançons populars
Crosby s'havia inspirat en l'èxit de les melodies de Stephen Foster, de manera que ella i George F. Root van escriure almenys 60 "cançons populars" o cançons de saló seculars entre agost de 1851 i 1857, algunes pels espectacles del popular joglar. (Root havia ensenyat música a la "Blind Institution" entre 1845 i 1850). Els espectacles de joglars tenien una reputació negativa entre alguns cristians i músics clàssics, per la qual cosa la seva participació en aquestes composicions es va ocultar deliberadament. "Com moltes persones cultes de l'època", escriu Bernard Ruffin, "[Root] considerava la música nativa americana més aviat crua." Va optar per "europeitzar" el seu nom (com molts artistes i músics nord-americans d'aquella època) a " George Friederich Wurzel" (alemany per arrel), mentre que el nom de Crosby de vegades s'ometia completament.
Durant molts anys, a Crosby se li pagava normalment només $1 o $2 per poema, amb tots els drets sobre la cançó conservats pel compositor o editor de la música.

A l'estiu de 1851, George Root i Crosby van ensenyar al "North Reading Musical Institute" a North Reading, Massachusetts. La seva primera cançó va ser Fare Thee Well, Kitty Dear (1851) que evocava imatges antigues del sud. La lletra de Crosby es va basar en un suggeriment de Root, que va descriure com el dolor d'un home de color per la mort de la seva estimada. Va ser escrita i interpretada exclusivament per Henry Wood's Minstrels i publicat per John Andrews, que es va especialitzar en la impressió "neat, quick and cheap", segons Karen Linn. Aquesta cançó no va ser un èxit i no va tenir cap influència duradora, segons Linn, ja que 
| « | el seu estil és massa literari, les paraules no estan en dialecte, la causa del dolor sembla ser un amant (en lloc de "massa", o La petita Eva, o la nostàlgia: totes les causes més apropiades per a la pena d'esclaus segons la cultura popular). | » |

El 1852, Root va signar un contracte de tres anys amb William Hall & Son.
Malgrat aquest revés inicial, Crosby va continuar ensenyant a North Reading durant les seves vacances el 1852 i el 1853, on va escriure la lletra de moltes de les seves col·laboracions amb Root. Entre les seves composicions conjuntes hi havia Bird of the North (1852) i Mother, Sweet Mother, Why Linger Away? (1852).

La primera cançó popular d'èxit de Crosby and Root va ser The Hazel Dell (1853), una balada sentimental descrita pel seu editor com una cançó molt bonica i fàcil, que conté els elements de gran popularitat, publicada com a obra de G.F. Wurzel cap a finals de 1853. Va ser un èxit que va ser una de les cançons més populars del país a causa de la seva interpretació tant de Henry Wood's Minstrels com de Christy's Minstrels, venent més de 200.000 còpies de partitures. Es descriu com a 
| « | "al marge del joglar de cara negra, encara que no té dialecte ni cap toc de bufó", | » |

 sobre una bella noia que va morir jove.
Un article al número de desembre de 1854 de "New York Musical Review" va proclamar la mort de "Negro juglar". Va enumerar "Hazel Dell", juntament amb les cançons de Stephen Foster "Old Folks at Home" (1851) i "My Old Kentucky Home" (1853), com a cançons populars que eren evidència del "procés de blanqueig... observable en el rebuig gradual de la plantació, i l'adopció de sentiments i formes poètiques d'expressió, característiques més aviat de l'intel·ligent caucàsic".
Cap a finals de 1853, William Hall & Son van llançar Greenwood Bell al mateix temps que Hazel Dell, però ho van acreditar a Root i Crosby. Greenwood Bell descriu els funerals d'un nen, un home jove i una persona gran, i el toc de la campana al cementiri de Greenwood. Altres cançons escrites per Crosby i Root inclouen O How Glad to Get Home i They Have Sold Me Down the River (The Negro Father's Lament) (1853). La seva cançó There's Music in the Air (1854) es va convertir en una cançó d'èxit i va ser inclosa a "Variety Music Cavalcade" com una de les cançons més populars de 1854; va estar als llibres de cançons almenys fins a la dècada de 1930, i es va convertir en una cançó de la universitat a la Universitat de Princeton.
Les cançons de Crosby-Root van ser publicades per altres editors després de l'expiració del contracte de Root amb William Hall & Son el 1855 (i després de ser rebutjades per Nathan Richardson de Russell & Richardson de Boston), incloent Six Songs de Wurzel publicat el 1855 per S. Brainard's. Fills de Cleveland, Ohio. Aquestes sis cançons de Root-Crosby eren O How Glad to Get Home, Honeysuckle Glen, The Church in the Wood, All Together Now i Proud World, Good-by. La més popular d'aquestes cançons va ser Rosalie, the Prairie Flower, sobre la mort d'una jove. Va ser popularitzat a la dècada de 1850 pels Christy Minstrels; va vendre més de 125.000 còpies de partitures i va guanyar gairebé 3.000 dòlars en drets d'autor per a Root, i gairebé res per a Crosby. Crosby també va escriure la lletra de cançons populars per a altres compositors, inclosa There is a Bright and Sunny Spot (1856) per a Clare W. Beames.

## Cantates
Entre 1852 i 1854, Crosby va escriure els llibrets de tres cantates per a Root. El primer va ser The Flower Queen; The Coronation of the Rose (1852), descrita sovint com la primera cantata profana escrita per un nord-americà. És una òpera "en tot menys de nom", descrita com una "opereta popular" que "il·lustrava el romanticisme americà del segle XIX". En la seva autobiografia de 1906, Crosby va explicar el tema d'aquesta cantata:
| « | Un vell cansat del món, decideix fer-se ermità; però, quan està a punt de retirar-se a la seva cabana solitaria, sent un cor que canta: "Qui serà la reina de les flors?" El seu interès es desperta de seguida; i l'endemà se li demana que actuï com a jutge en un concurs on cada flor insta les seves pretensions de ser reina de totes les altres. Finalment l'ermità tria la rosa per a la seva bellesa; i al seu torn l'exhorta a tornar al món i al seu deure. | » |

La reina de les flors va ser escrita com una obra per a noies adolescents (puntuació per a primera i segona soprano i contral) Va ser interpretada per primera vegada l'11 de març de 1853 per les noies del "Springer Institute" de Jacob Abbott, i gairebé immediatament repetida per les estudiants de Root al "Rutgers Female Institute"; va ser elogiat per R. Storrs Willis. Es va representar aproximadament 1.000 vegades als Estats Units durant els primers quatre anys després de la seva publicació. L'èxit de The Flower Queen i les cantates posteriors van aportar gran aclamació i fortuna a Root, amb poca cosa per a Crosby.
La segona cantata de Root-Crosby va ser Daniel, o la captivitat i la restauració, basada en la història de Daniel de l'Antic Testament. Va ser composta el 1853 per al cor de Root a l'església presbiteriana de "Mercer Street" a Manhattan. Aquesta cantata constava de 35 cançons, amb música composta amb William Batchelder Bradbury i paraules de Crosby i l'estudiant de Union Theological Seminary Chauncey Marvin Cady. Alguns dels seus cors principals van ser interpretats per primera vegada el 15 de juliol de 1853 pels estudiants de l'Institut Normal de Nova York de Root.

El 1854, Root i Crosby van col·laborar per compondre The Pilgrim Fathers, descrit com una "fita abans de la guerra" en les cantates dramàtiques. Segons Blumhofer, 
| « | "va presentar la lectura evangèlica contemporània de la història nord-americana". | » |

 Crosby va escriure el llibret d'una cantata titulada The Excursion, amb música del professor de música baptista Theodore Edson Perkins, un dels fundadors de Nova York. l'editorial musical Brown & Perkins. El 1886, Crosby i William Howard Doane van escriure Santa Claus' Home; o, The Christmas Excursion, una cantata de Nadal publicada per Biglow & Main.

## Cançons polítiques
A més dels poemes de benvinguda als dignataris visitants, Crosby va escriure cançons de caràcter polític, com ara sobre les principals batalles de la Guerra de Mèxic-Estats Units i la Guerra Civil dels Estats Units.

A les eleccions presidencials dels Estats Units de 1840, era "una demòcrata ardent" i va escriure versos contra el candidat Whig (i guanyador final) William Henry Harrison. El 1852, va canviar la seva lleialtat política del suport als demòcrates pro-esclavitud als Whigs anti-esclavitud, escrivint el poema "Carry Me On" per a ells el 1852. Després de l'elecció del demòcrata Franklin Pierce com a president dels Estats Units el novembre de 1856, va escriure:
| « | Les eleccions han passat i per fi estic traspassada Els bojos han guanyat el dia. | » |

Tot i que en aquell moment es considerava demòcrata, Crosby era una gran admiradora del principal Whig, el senador nord-americà Henry Clay de Kentucky, que el 1848 va fer un recorregut per les grans ciutats de l'est. Va visitar la "New York Institution for the Blind" a la ciutat de Nova York, on vivia Crosby. La visita es va produir dos anys després de la mort d'Henry Clay Jr., a la guerra entre Mèxic i Estats Units. Crosby va recordar que 
| « | "El gran estadista mai va ser ell mateix després de la mort del seu fill, i vaig evitar deliberadament qualsevol menció d'això en el discurs de benvinguda el dia que va venir a visitar-nos, per no ferir poderosament el cor de l'home que havia sigut. Va aprendre no només a venerar sinó a estimar, perquè el Sr. Clay sempre va ser un favorit especial entre els homes públics. Hi havia una força en el seu caràcter i una serietat en els seus discursos que em van atreure més del que puc dir... han desafiat a qualsevol persona, ja sigui whig o demòcrata, del nord o del sud, a posar-se dins del rang de l'eloqüència de l'home sense sentir-se mogut cap a l'admiració i el respecte profund; perquè el seu magnetisme personal era meravellós." | » |

 Crosby era una estricte abolicionista i donava suport a Abraham Lincoln i al recentment creat Partit Republicà. Després de la Guerra Civil, va ser una partidaria devota del Gran Exèrcit de la República i dels seus objectius polítics.

## Cançons patriòtiques
Durant la guerra civil nord-americana, segons Edith Blumhofer, Crosby "va desafogar el patriotisme en vers" i va evocar "una efusió de cançons, algunes inquietants, altres lamentables, altres militaristes, unes quantes fins i tot sangnants", però "els seus textos ho van donar testimoni. Clar sentit moral sobre les qüestions que es van fomentar durant els anys de la guerra." Va escriure molts poemes donant suport a la causa de la Unió, inclòs Dixie for the Union (1861), escrit abans de l'esclat de les hostilitats al to de Dixie (la melodia adoptada més tard pels Estats Confederats d'Amèrica com a himne patriòtic). La primera de les cinc estrofes és:
| « | Encès! Patriotes, a la batalla Escolteu el sonar del canó de Fort Moultrie: Després lluny, després lluny, després cap a la lluita! Ves, coneix els traïdors del sud, amb voluntat de ferro, I si el vostre coratge trontolla, nois, Recordeu Bunker Hill - Hurrah.Cor: Hurrah — Hurrah, Les estrelles i les barres per sempre Hurrah - Hurrah, La nostra Unió no es trencarà. | » |

 Crosby va escriure la lletra i William B. Bradbury va compondre la música, poc després que es van conèixer el febrer de 1864, per a la popular cançó patriòtica de la Guerra Civil "There is a Sound Among the Forest Trees". El seu text anima els voluntaris a unir-se a les forces de la Unió i incorpora referències a la història dels Estats Units, inclosos els Pilgrim Fathers i la batalla de Bunker Hill.

També durant la Guerra Civil Americana, Crosby va escriure Song to Jeff Davis dirigida a Jefferson Davis, el president dels Estats Confederats d'Amèrica, que va expressar la seva creença en la moralitat de la causa de la Unió: 
| « | "Les nostres estrelles i barres estan onejant, i El cel accelerarà la nostra causa". | » |

 També va escriure Good-By, Old Arm, un homenatge als soldats ferits amb música de Philip Philips, Our Country i "A Tribute (a la memòria dels nostres herois morts)".
Fins al setembre de 1908, Crosby va escriure poemes patriòtics per a les Filles de la Revolució Americana, incloent The State We Honor que exalta les virtuts del seu estat adoptiu de Connecticut.

## Matrimoni i família
A l'estiu de 1843, Crosby va conèixer Alexander van Alstyne Jr. (de vegades escrit van Alstine o van Alsteine), anomenat "Van" pels seus amics. També era cec i es va inscriure a la NYIB, on era un conegut casual de Crosby i de vegades un estudiant a les seves classes. Va ser professor a la NYIB durant dos anys a partir de 1855; durant aquest temps, la parella es va comprometre per casar-se, la qual cosa va requerir la seva dimissió de la NYIB tres dies abans del seu casament a Maspeth, Nova York, el 5 de març de 1858.
Després del seu casament, els van Alstynes van viure en una petita casa al poble rural de Maspeth, Nova York, amb una població d'unes 200 persones, l'actual Maspeth, Queens, Nova York, i ja no rural.

A la insistència del seu marit, Crosby va continuar utilitzant el seu nom de soltera com a nom literari, però va optar per utilitzar el seu nom de casada en tots els documents legals. No obstant això, segons la biògrafa Edith Blumhofer:
| « | "Malgrat la seva educació, la seva lletra era poc llegible, i en documents legals signava el seu nom amb una X presenciada pels amics". | » |

El 1859, els van Alstynes van tenir una filla anomenada Frances que va morir en el seu son poc després de néixer. Alguns creuen que la causa va ser la febre tifoide, encara que Darlene Neptune especula que podria haver estat SIDS, i que l'himne de Crosby Safe in the Arms of Jesus es va inspirar en la seva mort.

Després de la mort de la seva filla, Van es va tornar cada cop més reclusa; Crosby mai va parlar públicament de ser mare, a part d'esmentar-ho en algunes entrevistes cap al final de la seva vida: 
| « | "Ara us explicaré alguna cosa que només ho saben els meus amics més propers. Vaig ser mare i vaig conèixer l'amor d'una mare. Déu ens va donar un nen tendre, però els àngels van baixar i van portar el nostre nen a Déu i al seu tron". | » |

A finals de 1859, els van Alstynes es van traslladar amb freqüència, establint un patró que va continuar durant la resta de les seves vides, i mai van ser propietaris de la seva pròpia casa, vivint en allotjaments llogats sense contracte d'arrendament.
A més dels ingressos de Crosby com a poeta i lletrista, Van tocava l'orgue en dues esglésies de la ciutat de Nova York i donava classes privades de música. La parella podria haver viscut còmodament amb els seus ingressos combinats, però Crosby tenia altres prioritats i regalava qualsevol cosa que no fos necessària per a la seva supervivència diària. Van i Fanny van organitzar concerts amb la meitat de la recaptació donada per ajudar els pobres, en els quals ella recitava els seus poemes i cantava, i ell tocava diversos instruments. Van va proporcionar la música d'algunes de les seves poesies, encara que Fanny va indicar que el seu gust era sobretot per les melodies sense paraules dels clàssics. Els van Alstynes van col·laborar en la producció d'un himne amb només himnes escrits per ells, però va ser rebutjat per Biglow i Main, aparentment perquè els directors creien que el públic no compraria un himne amb només dos compositors, però probablement per la complexitat, de les melodies. El 1874, es va informar que Crosby estava vivint en una condició d'indigent.
Durant molts anys, els van Alstynes van tenir una vida matrimonial molt inusual, i van viure junts només de manera intermitent. El 1880, s'havien separat, vivint tant per separat com independentment a causa d'una fractura en el seu matrimoni d'origen incert. En un moment poc temps després, Crosby es va traslladar a un pis trist al número 9 de Frankfort Street, prop d'un dels pitjors barris marginals de Manhattan al Lower East Side. A partir de llavors, va viure a diverses adreces diferents a Manhattan i als voltants.
Van Alstyne poques vegades acompanyava a Crosby quan viatjava, i va anar de vacances sense ell. Tot i viure separats durant més de dues dècades, Crosby va insistir que mantenien una relació amable, es van mantenir en contacte entre ells i fins i tot van ministrar junts en ocasions en aquest període. Per exemple, Alexander va tocar un solo de piano a la tercera reunió anual de la "Underhill Society of America" el 15 de juny de 1895 a Yonkers, Nova York, mentre Crosby va llegir una oda al capità John Underhill, el progenitor de la branca americana de la família Underhill. La seva única admissió registrada de la infelicitat matrimonial va ser l'any 1903, quan va comentar sobre el seu difunt marit a "This is My Story" de Will Carleton: Ell tenia els seus defectes, i jo també els meus, però malgrat aquests, ens vam estimar fins a l'últim moment.
El 1896, Crosby es va traslladar de Manhattan a un apartament en una zona pobre de Brooklyn, vivint amb amics a "South Third Street", Brooklyn, prop de la casa d'Ira D. Sankey i la seva dona Fannie, i prop de la mansió. propietat de Phoebe Knapp.

## Portada de la partitura "A Hymn of Thanksgiving" - 26 de novembre de 1899
Crosby va ser el més prolífic de tots els autors de cançons sagrades americans del segle XIX. Al final de la seva carrera havia escrit gairebé 9.000 himnes, utilitzant nombrosos pseudònims que li van assignar els editors que volien dissimular la proliferació de les seves composicions en les seves publicacions.

Es calcula que els llibres que contenen les seves lletres van vendre 100 milions de còpies. No obstant això, a causa de la poca consideració pels lletres a la indústria de les cançons populars durant la seva vida, i el que June Hadden Hobbs veu com la hipocresia dels editors de música sacra que va resultar per a Crosby en una història trista i probablement representativa d'explotació. de les escriptores d'himnes, i la percepció contemporània que Crosby es guanyava la vida de l'escriptura de cançons que eren cantades (i tocades) en les misses,
| « | com moltes de les lletres de l'època, Crosby. va ser explotat per convencions de drets d'autor que assignaven drets no al lletrista sinó al compositor de la música... A Crosby se li pagava una tarifa plana d'un o dos dòlars per himne. | » |

En la seva autobiografia de 1906, Crosby va insistir que va escriure els seus himnes d'una manera santificada, i mai per consideracions financeres o comercials, i que havia donat els seus drets d'autor a causes dignes.
Crosby es va fixar com a objectiu de guanyar un milió de persones a Crist a través dels seus himnes, i cada vegada que escrivia un himne pregava perquè anés dones i homes a Crist, i va mantenir un registre acurat d'aquells que es deia que havien estat salvats mitjançant els seus himnes.

En referència a les cançons de Crosby, el "Dictionary of American Religious Biography" va indicar: 
| « | segons els estàndards moderns, la seva obra pot ser considerada descarada o massa sentimental. Però el seu atractiu senzill i casolà va tocar una corda sensible a la cultura victoriana. El seu estil de balada informal es va separar de l'estil estricte enfocament formal d'èpoques anteriors, tocant emocions profundes tant en cantants com en oients. En lloc de rebutjar les seves paraules com a maudlins o sacarines, el públic les emocionava com l'essència d'un cristianisme genuí i sincer". | » |

Els himnes de Crosby eren populars perquè posaven un èmfasi més gran en les experiències, les emocions i els testimonis religiosos i reflectien una relació sentimental i romanticitzada entre el creient i Crist, en lloc d'utilitzar les descripcions negatives d'himnes anteriors que emfatitzaven la pecaminositat de les persones.

Ann Douglas argumenta que Crosby va ser una de les autores que va "mascular la religió nord-americana" i va ajudar a canviar-la d'un calvinisme rigorós a una cultura de masses antiintel·lectual i sentimental. Els estudiosos feministes han suggerit que
| « | "les èmfasis en els seus himnes van revelar i accelerar la feminització de l'evangelisme nord-americà". | » |

Els seus himnes van ser publicats per molts editors i companyies editorials notables:
- William B. Bradbury va publicar els seus himnes al seu Golden Censer (1864),[196] llibre d'himnes de l'escola dominical que va vendre tres milions de còpies.[197]
- Durant diversos anys Crosby es va contractar per escriure tres himnes a la setmana per a Hubert Main, la "Biglow and Main Co." del qual es va formar després de la mort de Bradbury.[198] La companyia li va comprar 5.900 poemes per utilitzar-los a les publicacions de l'escola dominical, i en va publicar gairebé 2.000.[27] El 1889, Crosby podria haver escrit més de 2500 himnes per a les editorials combinades de Bradbury, Biglow i Main.[44]

- L'editor de cançons metodista Philip Phillips, per a qui Crosby va escriure un cicle de quaranta poemes basats en "Pilgrim's Progress",[115] i la lletra d'uns estimats 525.[199]

## Col·laboradors musicals i lírics
Howard Doane va ser un industrial que es va convertir en el col·laborador principal de Crosby en l'escriptura de música gospel, component melodies per a unes 1.500 lletres de Crosby. Doane i Crosby van col·laborar a través de Biglow i Main, i també de manera privada a través dels esforços Northern Baptist de Doane. Finalment Crosby va confiar a Doane els aspectes comercials de les seves composicions.
A principis de 1868 Crosby va conèixer la rica metodista Phoebe Palmer Knapp, que estava casada amb Joseph Fairchild Knapp, cofundador de la "Metropolitan Life Insurance Company" (MetLife). Els Knapps van publicar himnaris inicialment per utilitzar-los a l'Escola Dominical de l'Església Episcopal Metodista de Saint John a Brooklyn, que va ser supervisada per Joseph F. Knapp durant 22 anys, mentre que Phoebe Knapp va assumir la responsabilitat de 200 nens al departament d'infants. Primer van col·laborar en Notes of Joy, el primer himne editat per Knapp, que també va contribuir amb 94 de les 172 cançons, i publicat pel seu germà, Walter C. Palmer Jr., el 1869. Dels 21 himnes que Crosby va contribuir a Notes of Joy, incloent vuit com The Children's Friend, Knapp va proporcionar la música a catorze d'ells. La seva col·laboració més coneguda va ser Blessed Assurance, per a la qual Crosby va escriure paraules a la sala de música dels Knapp per a una melodia escrita per Knapp, mentre Crosby s'allotjava a la Knapp Mansion el 1873.
De 1871 a 1908, Crosby va treballar amb Ira Sankey, que la va ajudar a convertir-la en un nom familiar per als protestants d'arreu del món. Mentre que Sankey va ser "el principal promotor" de cançons gospel, "Crosby va ocupar el primer lloc com el seu proveïdor". L'equip evangelista de Sankey i Dwight L. Moody va portar molts dels himnes de Crosby a l'atenció dels cristians dels Estats Units i Gran Bretanya. Crosby era molt amic de Sankey i la seva dona, Frances, i sovint es va quedar amb ells a casa seva a Northfield, Massachusetts des de 1886 per a les Conferències de Treballadors Cristians d'estiu anuals, i més tard a Brooklyn. Després que la vista de Sankey va ser destruïda pel glaucoma el març de 1903, la seva amistat es va aprofundir i sovint van continuar component himnes junts a l'harmonium de Sankey a casa seva.

## El procés de Crosby
Crosby va descriure el seu procés d'escriptura d'himnes: 
| « | "Pot semblar una mica passat de moda, començar sempre el treball amb l'oració, però mai no emprèn un himne sense demanar abans al bon Déu que sigui la meva inspiració". | » |

 La seva capacitat per el treball era increïble i sovint podia compondre sis o set himnes al dia. Els seus poemes i himnes estaven composts completament en la seva ment i va treballar en fins a dotze himnes alhora abans de dictar-los a un amanuense. En una ocasió Crosby va compondre 40 himnes abans de ser transcrits. Les seves lletres solen ser transcrites per "Van" o més tard per la seva mitja germana, Carolyn "Carrie" Ryder o la seva secretària Eva C. Cleaveland, ja que la mateixa Crosby podia escriure poc més que el seu nom. Tot i que Crosby tenia formació musical, no va compondre la melodia de la majoria de les seves lletres. El 1903 Crosby va afirmar que Spring Hymn era l'únic himne que va escriure tant les paraules com la música.
El 1906 Crosby va compondre tant les paraules com la música de "The Blood-Washed Throng", que va ser publicat i amb drets d'autor de la cantant de gospel Mary Upham Currier, una cosina llunyana que havia estat una coneguda cantant de concerts. Mentre ensenyava a la NYIB, Crosby va estudiar música amb George Frederick Root, fins a la seva dimissió el novembre de 1850.

El 1921, Edward S. Ninde va escriure: 
| « | "Ningú afirmaria que era una poetessa en un sentit ampli. Els seus himnes... han estat severament criticats. El Dr. Julian, l'editor del Dictionary of Hymnology, diu que "són, amb poques excepcions, molt febles i pobres", i d'altres insisteixen que són "grans i sentimentals". | » |

 Alguns llibres d'himnes no els donaran lloc en absolut". D'acord amb "Glimpses of Christian History", els himnes de Crosby han estat de vegades criticats com a "suficients i delicades sentimentals" i els crítics sovint han atacat tant la seva escriptura com la seva teologia. No obstant això, eren significatius per als seus contemporanis i l'escriptor d'himnes George C. Stebbins va dir: Probablement no hi havia cap escriptor en la seva època que apel·lés més a l'experiència vàlida de la vida cristiana o que expressés amb més simpatia els anhels profunds del cor humà que Fanny Crosby. I molts dels seus himnes han resistit la prova del temps, encara ressonant entre els creients d'avui».

## Missions de rescat i vida posterior
Crosby probablement sempre serà més coneguda pels seus himnes, però volia ser vista principalment com una treballadora de la missió de rescat. Segons Keith Schwanz:
| « | Al final de la seva vida, el concepte de la seva vocació de Fanny no era el d'un famós compositor de cançons de gospel, sinó el d'un treballador de missió de la ciutat. En una entrevista que es va publicar al número del New Haven Register del 24 de març de 1908, Fanny va dir que la seva ocupació principal era treballar en missions. | » |

Molts dels himnes de Fanny van sorgir de la seva participació en les missions de la ciutat, incloent More Like Jesus (1867), Pass Me Not, O Gentle Saviour (1868) i Rescue the Perishing. (1869), que es va convertir en la cançó temàtica del moviment de missions domèstiques i va ser potser la cançó de missió de la ciutat més popular, amb el seu casament de pietat personal i compassió per la humanitat. Va celebrar el moviment de la missió de rescat en el seu himne de 1895 The Rescue Band.

Crosby havia viscut durant dècades a zones de Manhattan com Hell's Kitchen, el Bowery i el Tenderloin. Era conscient de les grans necessitats dels immigrants i dels pobres urbans, i estava apassionada per ajudar els que l'envoltaven mitjançant missions de rescat urbà i altres organitzacions de ministeri compassiu. 
| « | Des del moment en què vaig rebre el meu primer xec pels meus poemes, vaig decidir obrir la mà a tots els que necessitaven ajuda. | » |

Al llarg de la seva vida, va ser descrita com "un horror de la riquesa", mai va fixar preus per als seus compromisos, sovint es va negar honoraris i "el poc que va acceptar ho va regalar gairebé tan bon punt ho va aconseguir". Ella i el seu marit també van organitzar concerts, amb la meitat dels beneficis destinats a ajudar els pobres. A tota la ciutat de Nova York, les simpaties de Crosby pels pobres eren ben conegudes, però consistien principalment en una implicació indirecta aportant contribucions de la venda dels seus poemes i escrivint i enviant poemes per a ocasions especials per a aquestes missions als desposseïts, així com visites esporàdiques a aquestes missions.

## 1865–1880
Crosby va donar suport a la "American Female Guardian Society" i "Home for the Friendless" (fundada el 1834) al 29 East 29th Street, per a qui va escriure un himne el 1865 que va ser cantat per alguns dels fills de la Llar:
| « | Oh, no, ara no som sense amics, Perquè Déu ha aixecat una llar. | » |

Va escriure More Like Jesus Would I Be el juny de 1867 expressament per al sisè aniversari de la missió Howard i Home for Little Wanderers, una missió no confesional a New Bowery, Manhattan.
Es va inspirar per escriure Pass Me Not, O Gentle Saviour després de parlar en un servei a la presó de Manhattan a la primavera de 1868, pels comentaris d'alguns presoners perquè el Senyor no els passés. Doane el va musicar i el va publicar a "Songs of Devotion" el 1870. Pass Me Not es va convertir en el seu primer himne a tenir atractiu global, després que Sankey l'utilitzi en les seves croades amb Moody a Gran Bretanya el 1874. Sankey va dir: Cap himne va ser més popular a les reunions de Londres de 1875 [sic] que aquest.
L'abril de 1868, Crosby va escriure Fifty Years Ago per al semicentenari de la New-York Port Society, que es va fundar el 1818 "per a la promoció de l'Evangeli entre els mariners del Port de Nova York".
El juliol de 1869, Crosby assistia almenys a reunions setmanals organitzades per la missió interdenominacional de la ciutat de Nova York. Un home jove es va convertir gràcies al seu testimoni, i ella es va inspirar per escriure les paraules de Rescue the Perishing basant-se en un títol i una melodia que li va donar William Howard Doane uns dies abans.

Ira Sankey va recordar els orígens de Rescue the Perishing" al seu llibre de 1907 My Life and the Story of the Gospel Hymns:
| « | Fanny Crosby va tornar, un dia, d'una visita a una missió en un dels pitjors districtes de la ciutat de Nova York, on havia sentit parlar de les necessitats dels perduts i que morian. Les seves simpaties van ser despertades per ajudar els humils i desatesos, i el crit del seu cor va sortir en aquest himne, que s'ha convertit en un crit de batalla per al gran exèrcit d'obrers cristians arreu del món. S'ha utilitzat molt àmpliament en treballs de temprança, i ha estat beneït per a milers d'ànimes. | » |

## 1880–1900
El 1880, als 60 anys, Crosby va fer un nou compromís amb Crist per servir els pobres i per dedicar la resta de la seva vida al treball missioner a casa. Va continuar vivint en un pis trist al 9 de Frankfort Street, prop d'un dels pitjors barris marginals de Manhattan, fins al voltant de 1884. A partir d'aquest moment, va augmentar la seva implicació en diverses missions i llars.
Durant les tres dècades següents, va dedicar el seu temps com a "Aunty Fanny" a treballar en diverses missions de rescat de la ciutat, incloent la missió "McAuley Water Street", la missió Bowery, la missió Howard, la missió Cremore, la porta de l'esperança, i altres missions de skid row. A més, va parlar a YMCA ("Associació Cristiana d'Homes Joves"), esglésies i presons sobre les necessitats dels pobres urbans. A més, va ser una apassionada defensora de Frances Willard i de la "Women's Christian Temperance Union" i els seus esforços per instar l'abstinència o la moderació en l'ús d'alcohol.
Per exemple, Crosby va escriure les paraules de la cançó The Red Pledge abans de 1879, que defensava l'abstinència total de beure alcohol.
Des de l'any 1880, Crosby va assistir i va donar suport a la "Helping Hand for Men" a Manhattan (més coneguda com a "Water Street Mission"), "la primera missió de rescat d'Amèrica", que va ser fundada per una parella casada per ministrar als alcohòlics i els aturats. Jerry McAuley va ser un antic alcohòlic i lladre que es va convertir en cristià a la presó de Sing Sing l'any 1864, i la seva dona Maria (c. (1847 - 19 de setembre de 1919) es va descriure a si mateix com "lladre de riu" i "dona caiguda". Crosby va assistir sovint a la missió Water Street, "conversant i assessorant amb els que va conèixer".
Crosby va donar suport a la missió Bowery a Manhattan durant dues dècades, començant el novembre de 1881. La Missió Bowery va donar la benvinguda al ministeri de les dones i ella va treballar activament, sovint assistint i parlant a les reunions del vespre. Es va dirigir a grans multituds que assistien al servei d'aniversari cada any fins que l'edifici va ser arrasat per un incendi el 1897. També recitava un poema que havia escrit per a l'ocasió, molts dels quals van ser musicats per Victor Benke, l'organista voluntari de la Missió entre 1893 i 1897. Entre les cançons en què ella i Benke van col·laborar, hi havia sis publicades el 1901: "He Has Promised" Arxivat el 16 d'agost de 2011 a la Wayback Machine, "There's a Chorus Ever Ringing" Arxivat el 16 d'agost de 2011 a la Wayback Machine, " Déu beneeixi la nostra escola avui" Arxivat el 15 d'agost de 2011 a la Wayback Machine, "Hi ha alguna cosa que puc fer?" Arxivat el 16 d'agost de 2011 a la Wayback Machine, "On Joyful Wings" Arxivat el 16 d'agost de 2011 a la Wayback Machine i "Keep On Watching" Arxivat el 16 d'agost de 2011 a la Wayback Machine.

Jerry i Maria McAuley van començar la missió Cremorne el 1882 al Cremorne Garden al 104 West 32nd Street, com un cap de platja en una vasta jungla de vici i disbauxa coneguda com Tenderloin (a prop de la Sisena Avinguda). Crosby va assistir als serveis nocturns de les 20:00, on sovint es cantaven cançons gospel escrites per ella i Doane, incloses "balades que recorden les oracions de la mare, recitaven els mals de la intemperança o imaginaven escenes agonitzants del llit de mort amb la intenció de despertar records enterrats durant molt de temps i reforçar les resolucions". Es va inspirar per escriure una pregària després de la mort de Jerry McAuley el 1884 que més tard es va incloure als llibres de cançons de rescat:
| « | Senyor, mira en la teva compassió Els que ara s'agenollen davant teu; Es troben en un estat trist. Ningú els pot ajudar, Senyor, sinó Tu. S'han perdut, però no els deixis En el seu trist camí per vagar; Hi ha perdó, perdó preciós Si per fe vénen a Vós. | » |

 Després de la mort de McAuley, Crosby va continuar donant suport a la Missió Cremorne, ara liderada per Samuel Hopkins Hadley.

Algunes de les missions de la ciutat amb les quals Crosby va treballar eren operades pels defensors de la doctrina Wesleyana/Holiness, inclosa la casa de rescat "Door of Hope" fundada per la membre social Emma Whittemore el 25 d'octubre de 1890 en una casa pertanyent a A.B. Simpson, pensat com 
| « | "un refugi i una llar per a les noies de la millor classe que han estat temptades des de casa i correctament", | » |

 i per rescatar les "noies caigudes".

## Anys posteriors (1900-1915)
L'escriptura d'himnes de Crosby va disminuir en els anys posteriors, però va estar activa en els compromisos de conferències i el treball missioner entre els pobres urbans d'Amèrica gairebé fins que va morir. Era molt coneguda i sovint es reunia amb presidents, generals i altres dignataris. Segons Blumhofer, 
| « | "La popularitat de les lletres de Fanny Crosby així com la seva personalitat encantadora la van catapultar a la fama". | » |

Alguns dels seus amics rics contribuïen sovint a les seves necessitats financeres, com Doane, Sankey i Phoebe Knapp, encara que ella encara tendia a donar generosament a aquells que considerava menys afortunats que ella mateixa. El seu editor de llarga data, "The Biglow and Main Company", li va pagar un petit estipendi de 8 dòlars cada setmana en reconeixement de les seves contribucions al seu negoci al llarg dels anys, fins i tot després que els enviés menys lletres. No obstant això, Knapp i altres creien que Biglow i Main havien aconseguit enormes beneficis a través de Crosby sense compensar-la adequadament per les seves contribucions, i que hauria de viure més còmodament en els seus anys avançats.
Havia estat malalta amb una malaltia cardíaca greu durant uns mesos al maig de 1900, i encara va mostrar alguns efectes d'una caiguda, així que les seves germanastres van viatjar a Brooklyn per convèncer-la que es mudés de la seva habitació a la casa del poeta Will Carleton a Brooklyn fins a Bridgeport, Connecticut. La van instar a viure amb la seva germanastra vídua Julia "Jule" Athington i amb la germana petita vídua de Jule, Caroline "Carrie" W. Rider. Primer van llogar una habitació junts, abans de traslladar-se a un apartament llogat on van viure fins al 1906. Va transferir la seva pertinença a l'església de l'Església Metodista Memorial de Cornell a Manhattan a la Primera Església Metodista de Bridgeport el 1904, després de traslladar-se a Bridgeport. El seu marit "Van" va morir el 18 de juliol de 1902; havia estat vivint a Brooklyn. No va assistir al funeral a causa del seu mal estat de salut. Phoebe Knapp va pagar el seu enterrament al cementiri de Mount Olivet, al comtat de Queens, Nova York.

## Passi d'amics, apreciació pública
Crosby i Rider es van traslladar al 226 Wells Street, Bridgeport, Connecticut l'estiu de 1906 a causa del càncer de Rider. Carrie va morir de càncer intestinal el juliol de 1907, i Phoebe Knapp va morir el 10 de juliol de 1908. Setmanes més tard, Ira Sankey va morir acabant de cantar Saved by Grace, una de les composicions més populars de Crosby.
El 2 de maig de 1911, Crosby va parlar amb 5.000 persones a la reunió d'obertura de la setena campanya anual del Comitè Evangelistic celebrada al Carnegie Hall, després que la multitud cantés les seves cançons durant trenta minuts. En el 94è aniversari de Crosby el març de 1914, Alice Rector i les Filles del Rei de la Primera Església Metodista de Bridgeport, Connecticut van organitzar un Dia Violeta per honorar-la, que va ser publicitada a nivell nacional per Hugh Main.

## Controvèrsia de Carleton (1904-1905)
El poeta, autor i conferenciant nord-americà Will Carleton era un amic ric amb qui Crosby havia viscut els seus últims anys a Brooklyn. Havia estat donant conferències sobre els seus himnes i la seva vida, i havia publicat una sèrie d'articles sobre ella a la seva revista Every Where el 1901 (que tenia una tirada màxima de 50.000 còpies al mes), pels quals li pagava 10 dòlars per article. El 1902, va escriure un homenatge a ella que es va publicar a les seves cançons de dos segles.
A instigació de Knapp, Carleton va revisar aquests articles i va escriure "Fanny Crosby's Life-Story", una biografia que ella va autoritzar inicialment; va ser publicat el juliol de 1903 i revisat favorablement pel New York Times el 25 de juliol. El llibre de Carleton es va vendre per 1 $ la còpia.

Aquest va ser el primer relat biogràfic complet de la vida de Crosby, tot i que Robert Lowry havia escrit un esbós biogràfic de 16 pàgines que es va publicar el 1897 al seu darrer llibre de poemes "Bells of Evening and Other Verses". A l'anunci de la part davantera del llibre, la següent declaració de "l'autor" es va signar amb un facsímil de la signatura de Crosby: "'La història de la vida de Fanny Crosby' es publica i es ven per al meu benefici, i espero que amb els seus mitjans ser un convidat benvingut a moltes cases".
| « | Carleton va afegir: Els editors esperen sincerament que aquest llibre tingui la major venda possible, per tal que la història de la seva estimada autora pugui ser una inspiració per a moltes persones i que ella pugui tenir una casa pròpia, on passar la resta dels seus dies. | » |

## Reacció dels editors
Segons Ruffin, el llibre de Carleton "va passar com un globus de plom amb els editors de Fanny". No hi havia res negatiu escrit explícitament sobre Biglow i Main, però també hi havia pocs elogis per a la firma i els seus membres. Es cita Crosby, referint-se a Biglow i Main: "amb qui he mantingut relacions més cordials i fins i tot afectuoses, durant molts anys". El llibre no va utilitzar cap dels seus himnes que eren propietat de Biglow i Main. Hubert Main creia que "Will Carleton volia ignorar la Biglow & Main Company i tots els seus escriptors en la mesura del possible i es va convertir en un dels seus amics que l'estava ajudant". Biglow i Main creien que Carleton i Phoebe Knapp eren culpables d'"un atac brutal contra Fanny", i que estaven conspirant per "apoderar-se" de Crosby. Knapp no va ser convidat a la recepció i al sopar del 40è aniversari celebrat a Manhattan el febrer de 1904 per celebrar l'associació de Crosby amb Bradbury i Biglow and Main; segons Blumhofer, era persona non grata a Biglow i Main.
A Biglow i Main els preocupava que el llibre disminuís les vendes de Crosby's "Bells at Evening and Other Verses", que havien publicat el 1897 i que contenia l'esbós biogràfic de Crosby de Lowry. Van convèncer Crosby d'escriure tant a Carleton com a Knapp, i d'amenaçar amb demandar a Carleton l'abril de 1904. La demanda d'amenaça era obtenir informació sobre les vendes del llibre, per la qual se li havia promès una regalia de 10 cèntims per còpia, i a sol·licitar una mesura cautelar que impedeixi una posterior publicació. La proposta d'exigència es basava en que Carleton l'havia tergiversada; ella creia que ell l'havia descrit com vivint sola amb mala salut i pobresa extrema, quan de fet ella rebia 25 dòlars setmanals de Biglow and Main i vivia amb familiars que la cuidaven. Crosby va indicar que no tenia cap desig de ser propietària d'una casa, i que si alguna vegada va viure en la pobresa, va ser per la seva pròpia elecció.

## La polèmica es fa pública
En resposta a la carta i les amenaces de Crosby, Carleton va escriure en una carta a The New York Times que estava motivat a escriure el seu "treball d'amor" per a Crosby per tal de recaptar diners perquè pogués tenir una casa pròpia per primera vegada, en la seva vida. Va afirmar que tenia:
- va entrevistar a Crosby i va transcriure els detalls de la seva vida
- li va pagar pel seu temps i materials
- va obtenir el seu permís per publicar el material a la seva revista Everywhere i en un llibre
- va pagar totes les despeses d'edició i impressió de la seva butxaca
- va promocionar el llibre al seu temps i a les seves despeses
- li va remetre 235,20 dòlars pels drets d'autor dels vuit mesos anteriors a la tarifa acordada
- li va enviar contribucions addicionals donades pels admiradors a les seves conferències.[306]

Sankey va pagar el lloguer de la casa de Bridgeport on Crosby vivia amb la seva germanastra Carrie. Va donar a entendre en un article de The Christian que "el negoci de Carleton havia estat d'origen satànic i va comentar, fent-se ressò del passatge de blat i cinzana de les Escriptures, 'Un enemic ha fet això'".

El 1904, Phoebe Knapp va contactar amb el bisbe de l'Església Episcopal Metodista Charles Cardwell McCabe i va sol·licitar la seva ajuda per donar a conèixer la pobresa de Crosby, recaptant fons per millorar aquesta situació. Van obtenir el permís de Crosby per sol·licitar fons per al seu benefici, i la premsa religiosa (incloent "The Christian Advocate") va portar la sol·licitud de diners de McCabe en nom seu el juny de 1904, sota el títol "Fanny Crosby in Need". McCabe va indicar que 
| « | "els himnes de Crosby mai no han tingut drets d'autor en el seu propi nom, els ha venut per petites sumes als editors que tenen els mateixos drets d'autor, i la dotada autora té poca recompensa monetària per himnes que s'han cantat a tot el món." | » |

El juliol de 1904, els diaris van informar que els editors de Crosby havien emès una declaració negant que ella necessitava fons, indicant que mai ho faria, "ja que li han proporcionat abundantment durant tota la seva vida", i afirmant que "el bisbe McCabe...ha estat molt enganyat per algú".
Crosby també va escriure una carta al bisbe McCabe en resposta a la seva recaptació de fons en nom d'ella. Aquesta carta es va publicar a instigació d'ella, permetent-li sol·licitar fons als seus amics com a "testimoni del seu amor", però reiterant que ella no vivia en la pobresa, ni estava morint ni amb mala salut. Crosby i els seus representants es van posar en contacte amb ell una setmana més tard, i McCabe va escriure a "The Christian Advocate" explicant la seva raó per recaptar fons per a ella, però afirmant que retirava l'apel·lació a petició d'ella.
L'assumpte encara no es va resoldre el juliol de 1904; tanmateix, va acabar abans del dia de Fanny Crosby el març de 1905 després que l'esposa de Carleton, Adora, morís sobtadament.

## Nova edició Carleton
El 1905 Carleton va publicar una nova edició de Fannie Crosby, Her Life Work, que es va ampliar i "recentment il·lustrada", i malgrat "la major despesa de producció, el preu segueix sent One Dollar la còpia", amb Crosby per "rebre el mateix", reialesa liberal", ja que el llibre era "VENUT EN BENEFICIO DE L'AUTOR CEC".
El desembre de 1905 Crosby va emetre una targeta protestant per la venda continuada del llibre de Carleton, negant novament que estava "en dificultats", ja que es trobava en "circumstàncies còmodes i molt activa", donant conferències gairebé un cop per setmana. Va indicar que havia rebut menys de 325 dòlars de la venda del llibre, que les seves "sol·licituds havien estat ignorades", però que "quan tots aquests fets són totalment coneguts, els editors poden vendre el llibre com vulguin; només jo no vull augmentar la seva venda en benefici meu, que, per descomptat, és molt petita".
Malgrat els esforços de Crosby, Carleton va continuar anunciant el llibre per a la venda almenys fins al 1911. El 1911, Carleton va serialitzar i actualitzar la història de la vida de Crosby a "Every Where". La publicació de 1906 de la pròpia autobiografia de Crosby, "Memories of Eighty Years", que, a diferència del llibre de Carleton, es va centrar en els anys d'escriptura d'himnes de Crosby, es va vendre per subscripció i porta a porta, i es va promocionar en conferències de Doane, va recaptar 1.000 dòlars per Crosby. Durant un període Crosby i Knapp es van separar a causa del llibre de Carleton, però a principis de 1905 s'havien reconciliat.

## Mort i llegat
Crosby va morir a Bridgeport d'arteriosclerosi i d'una hemorràgia cerebral el 12 de febrer de 1915 després d'una malaltia de sis mesos, als 94 anys. Va ser enterrada al cementiri Mountain Grove de Bridgeport, CT prop de la seva mare i altres membres de la seva família. La seva família va erigir una làpida molt petita a petició seva que portava les paraules: "Tia Fanny: Ha fet el que ha pogut; Fanny J. Crosby".

Crosby va dir que el seu interès pels 
| « | "afers públics mai ha disminuït. No hi ha molta gent que viu en aquest any de gràcia que hagi tingut el privilegi de conèixer homes d'estat com Henry Clay, el general Scott i el president Polk, però els noms d'aquests herois són registrades amb lletres indelebles entre els anals de la nostra història nacional, i els seus fets imperibles es relaten amb caràcters que cap persona viva hauria de voler esborrar.Eren homes de gran valor i fermesa integritat, dels quals la generació naixent podria aprendre saviesa i veritables principis d'honor nacional i de democràcia que tots ells van treballar tan fidelment per inculcar..." | » |

## Dia de Fanny Crosby
El diumenge 26 de març de 1905 es va celebrar el Dia de Fanny Crosby a les esglésies de moltes denominacions d'arreu del món, amb serveis especials de culte en honor al seu 85è aniversari dos dies abans. Aquell dia, va assistir a la "First Baptist Church" de Bridgeport, on Carrie Rider era membre; va parlar al servei de la tarda i li van donar 85 dòlars.
El març de 1925, unes 3.000 esglésies als Estats Units van celebrar el Dia de Fanny Crosby per commemorar el 105è aniversari del seu naixement.

## Fanny Crosby Memorial Home for the Aged (1925–1996)
Crosby va deixar diners en el seu testament per acollir homes grans que no tenien un altre lloc on viure, amb aquests homes per pagar una quota nominal a la llar per les seves despeses de vida. El 1923, les Filles del Rei de la Primera Església Metodista de Bridgeport, Connecticut, van honrar la petició de Crosby de commemorar-la començant a recaptar els fons addicionals necessaris per establir la "Fanny Crosby Memorial Home for the Aged". La casa no confesional es va establir a l'antiga casa Hunter al 1008 Fairfield Avenue, Bridgeport; es va obrir l'1 de novembre de 1925 després d'una campanya nacional de la Federació d'Esglésies per recaptar 100.000 dòlars per operar-la. Va funcionar fins a 1996 quan va ser lliurat a la Missió de Rescat de Bridgeport.
El capítol d'Enoch Crosby de les Filles de la Revolució Americana va dedicar un senyal històric a la carretera el 8 d'octubre de 1934, commemorant el seu lloc de naixement al costat oest de la Ruta 22 a Doansburg, Nova York, just al nord de Brewster.
Una gran pedra commemorativa va ser dedicada l'1 de maig de 1955 pels "amics de Crosby per als quals la seva vida va ser una inspiració" —una pedra que va "empetitir la làpida original" —malgrat les seves instruccions específiques de no aixecar un gran monument de marbre. Contenia la primera estrofa de Benaura Assegurança.

## Altres honors
Crosby va ser inclòsa pòstumament al Gospel Music Hall of Fame el 1975. Coneguda com la "Queen of Gospel Song Writers", Durant l'any 2010 el compositor George Hamilton IV va fer una gira per les capelles metodistes celebrant la contribució excepcional de Fanny a la música gospel. La seva presentació va incloure històries de la seva vida productiva i caritativa, alguns dels seus himnes i algunes de les seves pròpies cançons edificants. Encara que no s'esmenta a The Hymnal 1982, els seus himnes s'inclouen en diversos himnes més recents, com Lift Every Voice i Sing II i lAfrican American Heritage Hymnal.